# 早稲田クローバースタジオ
早稲田クローバースタジオ（わせだクローバースタジオ）は東京都新宿区弁天町にある小劇場である。
THE GUIDE（ザ・ガイド）として2005年に開館した。観客席が2階建て（半ロフト）の造りになっており、座席数は50席となっている。
2017年7月、早稲田クローバースタジオへとリニューアル。「試しの場」を基調とし、お笑いライブを定期的に開催する。なおクローバースタジオのつづりは「Clover Studio」ではなくローマ字表記の「KuroubaSutazio」である。
もともと稽古場として使用していた関係上、楽屋スペースが一切なく、劇場に転用、また早稲田クローバースタジオにリニューアル以降もカーテンで仕切り、舞台袖を楽屋として使用。
また調光卓など音響・照明スペースが舞台下手側に存在する。

## 所在地
- 東京都新宿区弁天町177エクセル早稲田B1F

### アクセス
- 東京メトロ
  - 東西線 早稲田駅1番出口から徒歩7分
  - 東西線 神楽坂駅2番出口から徒歩10分
  - 有楽町線 江戸川橋駅2番出口から徒歩12分
- 都営地下鉄
  - 大江戸線 牛込柳町駅東口から徒歩10分